# Sailor Moon R: The Movie
Sailor Moon R: The Movie — первый из трёх полнометражных анимационных фильмов под маркой «Сейлор Мун». Его полное название в оригинале — Gekijouhan Bishoujo Senshi Sailor Moon R (яп. 劇場版 美少女戦士セーラームーンＲ Гэкидзё:бан Бисёдзё Сэнси Сэра Му:н Эр) — в английском дубляже стало Sailor Moon R the Movie: Promise of the Rose (Сейлор Мун R. Фильм: Обещание розы). Первый показ фильма состоялся в японских кинотеатрах 5 декабря 1993 года. Он назван в честь второй сюжетной арки аниме «Сейлор Мун», Sailor Moon R, вышедшей приблизительно в то же время.
Хронологически события фильма происходят где-то в середине второй части серии, так как Чибиуса уже знает, кем на самом деле являются воины в матросках, но действие происходит в настоящем, а не будущем, и Мамору с Усаги снова вместе (что соответствует периоду 76—82 серии аниме, но действия в них происходят зимой).

## Сюжет
На Токио нападает цветочный монстр, Глициния, начинающая высасывать энергию из людей. Внутренним воинам удается его остановить, но тут появляется новый противник — пришелец вместе с гигантским ксенианским цветком. Они пытаются убить Сейлор Мун, но в последний момент появляется Такседо Маск и принимает удар на себя. Пришелец, оказавшийся ещё с детства знакомым с Мамору, забирает его тело на астероид, быстро приближающийся к Земле, чтобы вылечить его там. Выясняется, что ранее Мамору подарил Фиорэ, этому пришельцу, розу. Фиорэ обещал в ответ найти цветок для Мамору. В поисках подходящего он путешествовал по галактике и столкнулся с ксенианским цветком, захватившим разум Фиорэ и теперь инопланетянин решил вернуться на Землю и уничтожить людей, которые заставляют Мамору чувствовать себя одиноким. Для этого он собирается засеять планету цветами, которые станут высасывать энергию людей.
В то же время сейлор-воины выяснили, что Мамору находится на астероиде, и отправились его спасать. На поверхности астероида завязалась схватка, в которой после вмешательства Мамору выиграли воины. Фиорэ посчитал, что Мамору его предал и уничтожил все цветы на астероиде. В то же время астероид направлялся прямо к Земле, и Сейлор Мун решила использовать Серебряный кристалл, чтобы попытаться изменить курс астероида и избежать столкновения. Астероид удается разбить, но Усаги гибнет. Увидев, что Мамору плачет из-за этого, Фиорэ помогает вернуть Усаги к жизни. После всех событий Фиорэ опять становится ребёнком и мирно возвращается в космос.

## Персонажи
Фиорэ (яп. フィオレ Фиорэ, итал. «цветок») — один из главных противников героев в «Sailor Moon R: The Movie». Одинокий пришелец, очень привязанный к своей дружбе с Мамору Джибой, проведший многие годы в поисках подходящего для Мамору цветка. Он прилетал на Землю в то время, когда погибли родители Мамору. Тогда же они и подружились, но атмосфера Земли была неподходящей для Фиорэ, так что ему пришлось покинуть планету. Мамору на прощание подарил ему розу, и Фиорэ решил, что когда-нибудь он вернется с подходящим цветком для Мамору. Поиск цветка привел его к Ксенианскому цветку.
Fiore на итальянском значит «цветок». В соответствии с «Bishōjo Senshi Sērā Mūn R Movie Memorial Album» режиссёр Кунихиро Икухара заметил, что полное имя Фиорэ, значившееся в сценарии — Fiorieiru (яп. フィオリエイル Фиориэиру, лит. Fiore (フィオレ) + alien (エイリアン))
Фиорэ внешне похож на Эйла и Анну, детей Тёмного дерева Мира из первой части «Сейлор Мун снова с нами». Но никаких подтверждений о какой-либо его связи с ними нет.
Взрослого Фиорэ в японском варианте озвучила Хикару Мидорикава, а Фиорэ в детстве — Томоко Маруо.
Ксенианский (яп. キセニアン Кисэниан) цветок играет роль одного из главных злодеев в «Sailor Moon R: The Movie». Его имя отражает термин ботаники «xenia», который согласно Большой советской энциклопедии является термином частного случая гибридизации, когда «семена или плоды отличаются от других семян или плодов того же растения по окраске, форме, величине или другим признакам.» Само же слово основано на греческой концепции гостеприимства.
Ксенианский цветок должен уничтожать планеты и звёзды, чтобы выживать. В одиночестве у неё нет сил. Ей нужен «гость»: предпочтительно кто-то с ранимым сердцем. Луна называет ксенианский цветок «самым опасным цветком во вселенной», а Артемис сообщает, что цветок уничтожил уже сотни планет.
Выбрав свою жертву, цветок начинает пробуждать в её слабом сердце ненависть. Спустя какое-то время он становится достаточно могущественным, собрав энергию через своего «гостя», чтобы уничтожить целую планету. И тогда цветок уничтожает звезду или планету, а потом начинает ждать новую жертву.
В оригинальной версии аниме цветок озвучивала Юми Тома.

## Критика
Часть читателей посчитало, что «Sailor Moon R The Movie» — идеальное вступление к «Сейлор Мун», и по сюжету лучший из всех трёх фильмов «Сейлор Мун», в то же время один из критиков заметил, что это скорее «сплошная длинная серия», а не фильм. Другой критик не согласился с этим, сказав, что, несмотря на схожесть фильма по построению с любой из серий аниме, в нём есть «настоящая драма и эмоции». Режиссёрская работа Икухары, так же, как и графика фильма, была высоко оценена Дразен считает, что вступительный флешбек — это «напоминание о Франсуа Трюффо».

## Make Up! Sailor Senshi
В японских кинотеатрах перед фильмом демонстрировался трейлер: 15-минутный фильм, называемый Make Up! Sailor Senshi. Усаги и Малышка подслушивают двух девочек, разговаривающих о воинах в матросках, после того, как они увидели постер. Пока они обсуждают, кто из воинов самый умный, самый элегантный, сильный и кто лидер воительниц, Усаги присваивает все эти титулы себе. Малышка качает головой, рассеивая её иллюзии. Появляются клипы с моментами первого появления каждого из воинов и с image song воина в качестве фоновой музыки. Когда уже даже Такседо Маска упомянули, и говорящие девочки собрались уходить, Усаги выскакивает и напрямую спрашивает о Сейлор Мун. Девочки выдают серию пылких комплиментов Сейлор Мун, но, в отличие от того, что они говорили о других воинах, они перечисляют и её недостатки. После того, как девочки уходят, Усаги саркастично извиняется, что она такая неуклюжая плакса и разражается водопадом слёз.
Постер, которые рассматривали девочки, использует графику из рекламы фильма с новым фоном и без лого.

## Книги
По фильму был выпущен графический альбом (ISBN 957-796-879-1). Первая его часть состоит из пересказа сюжета, сопровождаемого большим количеством кадров из фильма. Во второй же части находится информация о создании фильма, наброски к кадрам и обращения от создателей. Кроме того, был выпущен анимебук (ISBN 4-06-324557-8) — цветная манга, иллюстрированная кадрами из фильма.